# Прапор Перечина
Пра́пор Пере́чина затверджений 1999 р. рішенням Перечинської міської ради.

## Опис
Прямокутне полотнище зі піввідношення ширини до довжини 2:3, яке складається з трьох рівновеликих горизонтальних смуг — синьої, зеленої і жовтої — з орнаментом із білого, червоного, синього і чорного кольорів біля древка.